# Marțipan

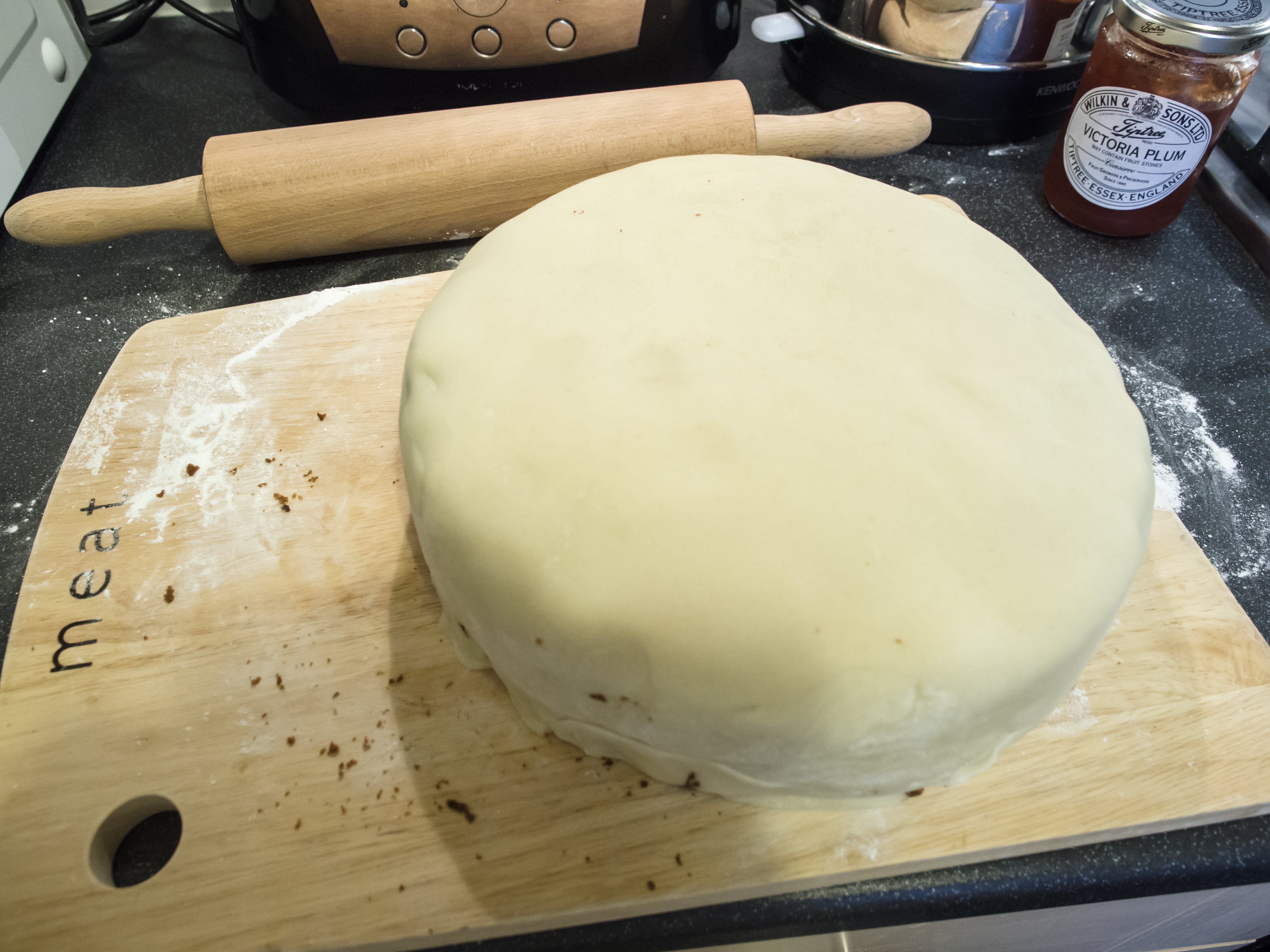
Tort acoperit cu marțipan

Marțipanul este un preparat dulce consistent, realizat din pastă fină de migdale și zahăr.

## Generalități
Folosit singur sau ca ingredient în alte dulciuri, poate fi aromatizat și colorat în preparate particulare, ca în Frutta Martorana, preparată mult timp într-o mănăstire de călugărițe din zona Palermo, lângă Biserica Santa Maria dell'Ammiraglio (numită și Martorana) tipic siciliană. Frutta Martorana s-a născut deoarece călugărițele, pentru a înlocui fructele culese din grădina lor au creat altele noi din marțipan pentru a înfrumuseța mănăstirea cu ocazia vizitei Papei din epoca respectivă.